# VW Tiguan L Pro

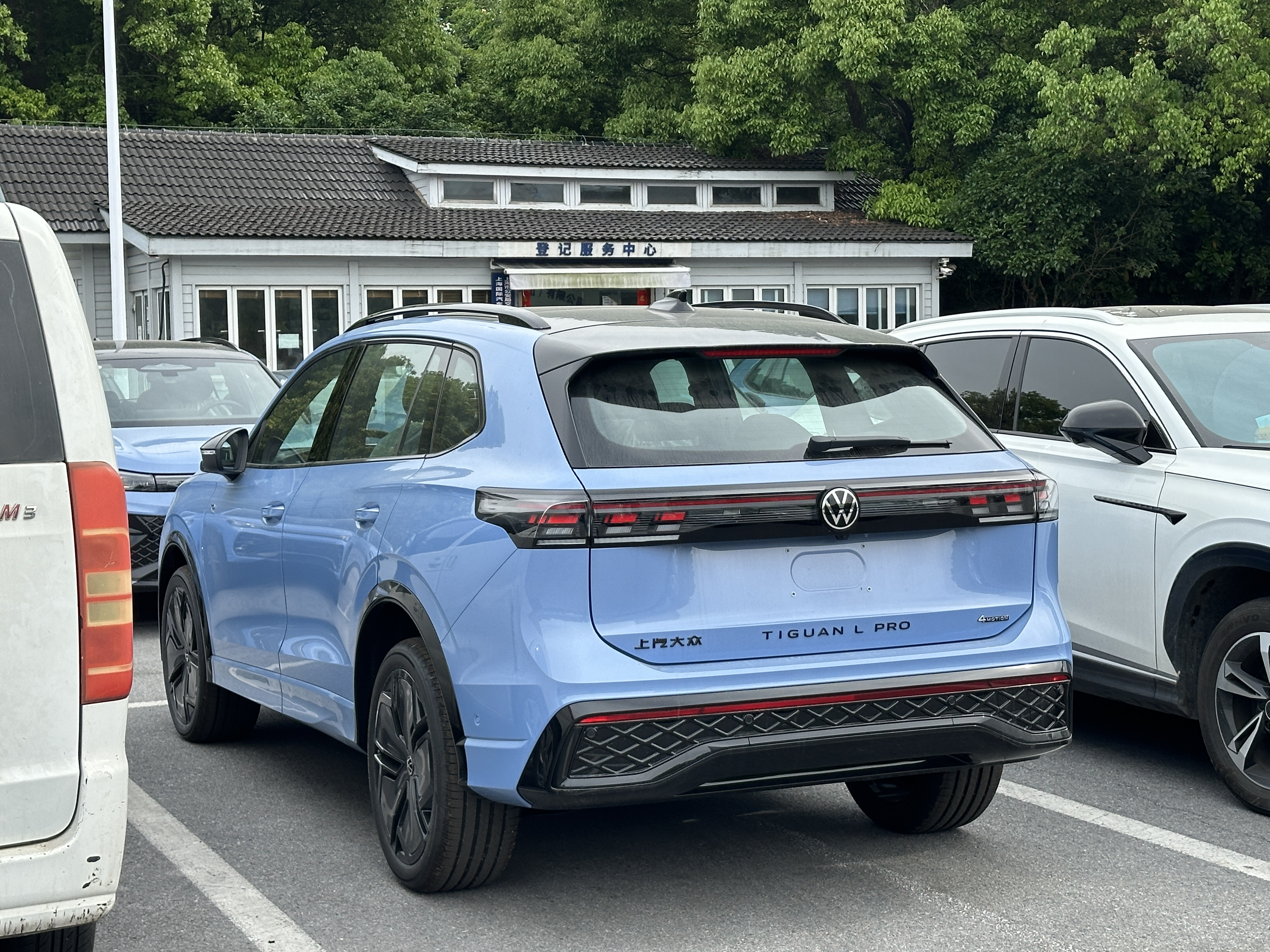
Heckansicht

Der VW Tiguan L Pro ist ein Sport Utility Vehicle von Volkswagen, das auf der MQB-evo-Plattform aufbaut und ausschließlich in China angeboten wird. Er ist das Nachfolgemodell des VW Tiguan L, der in Europa als VW Tiguan Allspace bekannt ist.

## Geschichte
Erste Bilder des Fahrzeugs wurden im Januar 2024 vom chinesischen Ministerium für Industrie und Informationstechnik im Rahmen des Homologationsprozesses veröffentlicht. Offiziell vorgestellt wurde der Tiguan L Pro schließlich im April 2024 auf der Beijing Auto Show. Seit Mai 2024 wird er in China verkauft. Gebaut wird das SUV bei SAIC-Volkswagen.

## Karosserie
Der Wagen ist 4,74 Meter lang und damit etwas länger als der bei FAW-Volkswagen gebaute Tayron L. Der Radstand ist mit 2,79 Meter allerdings identisch. Beide Modelle haben fünf Sitzplätze – der Vorgänger Tiguan L war hingegen auch mit sieben Sitzen verfügbar. Im Gegensatz zum europäischen Tiguan III ist das SUV deutlich länger; es fehlen nur wenige Zentimeter zum europäischen Tayron. Das Kofferraumvolumen beim Tiguan L Pro wird mit 471 Liter angegeben. Werden die Rücksitze umgeklappt, fasst der Kofferraum 1696 Liter.

## Technik
Im Innenraum gibt es für den Tiguan L Pro drei Bildschirme. Angetrieben wird er von einem 1,5-Liter-Ottomotor mit 118 kW (160 PS) oder einem 2,0-Liter-Ottomotor mit 137 kW (186 PS) oder 162 kW (220 PS). Alle Versionen haben Vorderradantrieb, die stärkste ist auch mit Allradantrieb erhältlich. Alle drei nutzen ein 7-Stufen-Doppelkupplungsgetriebe. Seit Mai 2025 gibt es nur noch die Top-Motorisierung.
|                                | 300 TSI                          | 330 TSI                          | 380 TSI                           |
| Bauzeitraum                    | 05/2024–05/2025                  | 05/2024–05/2025                  | seit 05/2024                      |
| Motorkenndaten                 |                                  |                                  |                                   |
| Motortyp                       | R4-Ottomotor                     | R4-Ottomotor                     | R4-Ottomotor                      |
| Hubraum                        | 1498 cm³                         | 1984 cm³                         | 1984 cm³                          |
| max. Leistung bei min−1        | 118 kW (160 PS) / 5500           | 137 kW (186 PS) / 4150–6000      | 162 kW (220 PS) / 4900–6700       |
| max. Drehmoment bei min−1      | 250 Nm / 1750–4000               | 320 Nm / 1500–4050               | 350 Nm / 1600–4300                |
| Kraftübertragung               |                                  |                                  |                                   |
| Antrieb, serienmäßig           | Vorderradantrieb                 | Vorderradantrieb                 | Vorderradantrieb                  |
| Antrieb, optional              | —                                | —                                | (Allradantrieb)                   |
| Getriebe                       | 7-Stufen-Doppelkupplungsgetriebe | 7-Stufen-Doppelkupplungsgetriebe | 7-Stufen-Doppelkupplungsgetriebe  |
| Messwerte                      |                                  |                                  |                                   |
| Höchstgeschwindigkeit          | 200 km/h                         | 200 km/h                         | 200 km/h (200 km/h)               |
| Beschleunigung, 0–100 km/h     | 9,9 s                            | 8,7–8,8 s                        | 7,6–7,7 s (7,5 s)                 |
| Leergewicht                    | 1620 kg                          | 1665–1700 kg                     | 1680–1700 kg (1790 kg)            |
| Kraftstoffverbrauch auf 100 km | 6,6 l Super                      | 6,9–7,0 l Super                  | 7,3–7,4 l Super (7,7–7,8 l Super) |
| Tankinhalt                     | 60 l                             | 60 l                             | 63 l                              |
| Abgasnorm                      | China VI                         | China VI                         | China VI                          |